# Прогресул (Каракал)
«Прогресул» (Каракал) (рум. Fotbal Club Progresul Caracal) — колишній румунський професійний футбольний клуб із Каракала, повіт Олт. В 2004 році клуб об'єднався з іншим клубом, «Крайова», утворивши ФК «Каракал».

## Історія назв
- Расарітул Каракал (1924—1946)
- ЧФР Каракал (1946—1958)
- Прогресул Каракал (1958—1968)
- ЧФР Каракал (1968—1969)
- ФК Каракал (1969—1971)
- Расарітул Каракал (1971—1974)
- Вагонул Каракал (1974—1976)
- Расарітул Каракал (1976—1979)
- Спортул Мунсітореш Каракал (1979—1988)
- ФКМ Каракал (1988—1991)
- ФК Каракал (1991—1993)
- Прогресул Каракал (1993—2004)

## Історія
Клуб був заснований в 1924 році під назвою «Расарітул Каракал». Серед членів-засновників цієї спортивної асоціації були Мірча Ботой, Георге Думітреску, Тудор Войкулеску і Штефан Сандулеску, яких підтримали декілька людей з непоганими фінансовими можливостями, зокрема Ставараче Борческу і Йоніца Браташану.
Першим великим змаганням, на якому стартує «Расарітул Каракал», був сезон 1926/27 Регіонального чемпіонату Олтенії, разом з «Ровіне Гривіцою», «Краю-Йованом», «Тінерімеа», «Генерала» (усі з Крайови) та клуб «Олтул Слатіни» із міста Слатіна, в якому він виступав протягом двох десятиліть.
Клуб переходить під керівництво ділянки, яка побудувала залізницю Бухарест―Крайова, змінивши свою назву на ЧФР Каракал і беручи участь у першому сезоні Дивізії Б, 1946/47 після Другої світової війни, в якому фінішував на 14-му місці.
У сезоні 1947/48 ЧФР Каракал фінішував на 9-му місці, але через реорганізацію Дивізії Б вилетів у Дивізію С.
У лютому 1949 року було оголошено про закриття Дивізії С, а ЧФР Каракал, який знаходився на 10-му місці, був понижений до регіонального чемпіонату.
Протягом двох десятиліть клуб виступав у регіональному чемпіонаті Олтенії та кілька разів міняв назву. У 1958 році клуб перейшов у власність місцевої влади, і протягом десяти років він називався «Прогресул Каракал» та «Ресарітул Каракал».
Найкращий результат за цей період був отриманий у сезоні 1963/64 років у Кубку Румунії. Команда, яку очолював Александру Аползану, вийшла у 1/8 фіналу, але програла «Фарулу» (Констанца) з рахунком 2:3.
У 1968 році клуб знову був перейменований на ЧФР Каракал, і після територіальної реорганізації країни та розпуску регіонального чемпіонату клуб грав у чемпіонаті повіту Олт.
ЧФР Каракал залишиться в історії чемпіонату повіту Олт, як перший чемпіон. Команда на чолі з Іоном Парвулеску виграла чемпіонат повіту Олт 1968/69, але програла плей-оф за путівку в Дивізію С чемпіону повіту Димбовіца, «Петролулу» (Тирговіште), після серії із трьох матчів (2:2, 2:2 та 0:1 на нейтральному полі в Штефанешті).
У 1969 році керівництво клубу було знову змінено, команда перейшла у власність консервного заводу міста й вкотре була перейменована. Цього разу в ФК Каракал, де ФК розшифровувалося, як Fabrica de Conserve.
Наприкінці сезону 1969/70 команда знову виграла чемпіонат повіту і подолала в плей-оф проти «Металул» з невеличкого села Мія з рахунком 4:2 за сумою двох матчів, який того сезону став чемпіоном того ж повіту Димбовіца і нарешті повертається в Дивізію С.
Сезон 1979/80 починається з перейменування клубу на «Спортул Мунсітореш Каракал», а закінчується третім місцем в турнірній таблиці.
Сезон 1983/84 років розпочинається 28 серпня 1983 року. «Спортул Мунсітореш Каракал» перемагає команду «Дачія» (Пітешть) з рахунком 1:0 у першому раунді завдяки голу Маріна Боскорі. Осінняя частина сезону буде важкою для гравців з Каракала. Вони проб'ються у 1/8 фіналу Кубку Румунії другий раз поспіль, де програють клубу першого дивізіону «Корвінул» з рахунком 1:0. Команда з Каракала закінчує чемпіонат на 10 місці.
Восени 1985 року «Спортул Мунсітореш Каракал» вп'яте проходить кваліфікацію у 1/8 фіналу Кубку Румунії. Чотири потрапляння поспіль у кубок країни для команд із третього дивізіону є рекордом. Влітку 1987 року Sportul Muncitoresc Каракалу вдалося виграти Дивізію С та перейти до Дивізії Б після чотирьох десятиліть виступів у чемпіонаті області, повіту і в третьому дивізіоні.

## Досягнення
Ліга III
- Переможці (1): 1986–87
- 2 місце (1): 1970–71

Ліга IV — повіт Олт
- Переможці (6): 1968–69, 1969–70, 1977–78, 1997–98, 2000–01, 2001–02